# Prędkość hipersoniczna

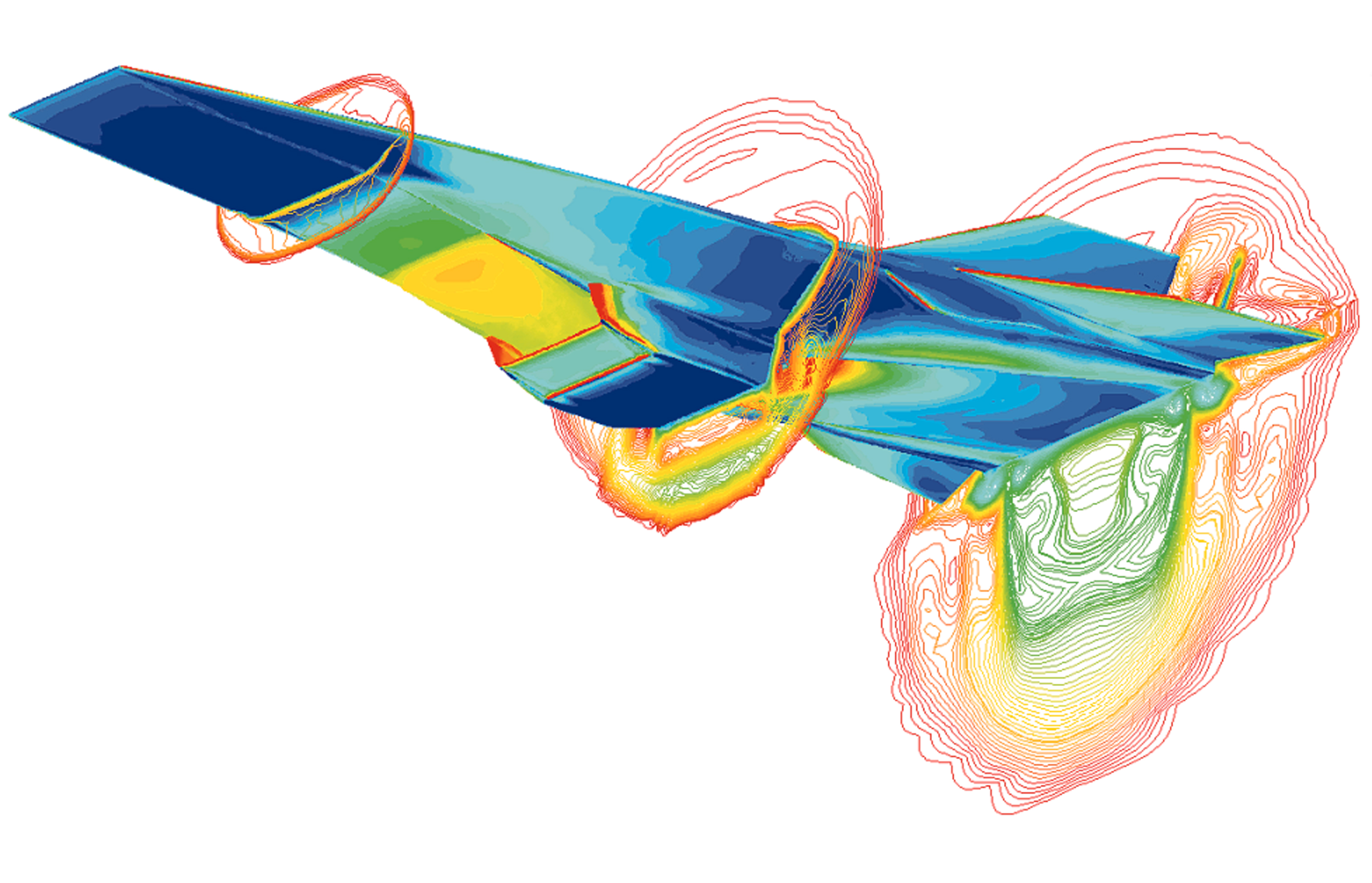
Boeing X-43 lecący z prędkością mach 7

Prędkość hipersoniczna, prędkość hiperdźwiękowa – prędkość naddźwiękowa poruszającego się obiektu przekraczająca wartość mach 5.
Obecnie najszybszym samolotem hipersonicznym jest bezzałogowy Boeing X-43, który w 2004 roku osiągnął na krótko prędkość mach 9,6.

## Klasyfikacja NASA
NASA klasyfikuje prędkości hiperdźwiękowe następująco:
| Klasa                                   | Liczba Macha | km/h          | m/s       |
| --------------------------------------- | ------------ | ------------- | --------- |
| Prędkość poddźwiękowa                   | < 1,0        | < 1224        | < 340     |
| Prędkość przydźwiękowa                  | 0,8–1,2      | 980–1475      | 270–410   |
| Prędkość naddźwiękowa                   | 1,0–5,0      | 1230–6150     | 340–1710  |
| Prędkość hiperdźwiękowa                 | 5,0–10,0     | 6150–12 300   | 1710–3415 |
| Prędkość wysokohiperdźwiękowa           | 10,0–25,0    | 12 300–30 740 | 3415–8465 |
| Prędkości ponownego wejścia w atmosferę | > 25,0       | > 30 740      | > 8465    |